# Kaleb Tarczewski
Kaleb Tarczewski (Claremont, Nuevo Hampshire, 26 de febrero de 1993) es un baloncestista estadounidense que pertenece a la plantilla del Gunma Crane Thunders de la B.League japonesa. Con 2,13 metros de estatura, juega en la posición de pívot.

## Trayectoria deportiva

### Universidad
Jugó cuatro temporadas con los Wildcats de la Universidad de Arizona, en las que promedió 8,8 puntos y 6,5 rebotes por partido. Consiguió 110 victorias a lo largo de su carrera, empatando con el que más victorias ha tenido en Arizona, Matt Muehlebach. En su última temporada fue incluido en el segundo mejor quinteto de la Pac-12 Conference y en el mejor quinteto defensivo.

### Profesional
Tras no ser elegido en el Draft de la NBA de 2016, jugó las Ligas de Verano con los Detroit Pistons y los Washington Wizards. El 23 de septiembre firmó contrato con Oklahoma City Thunder para disputar la pretemporada, pero fue despedido el 24 de octubre tras jugar dos partidos de preparación. El 3 de noviembre fue adquirido por los Oklahoma City Blue de la NBA D-League como jugador afiliado de los Thunder.
En marzo de 2017, se compromete con el Olimpia Milano de la Lega Basket Serie A hasta el final de la temporada.
El 11 de julio de 2022firmó con Gunma Crane Thunders de la B.League japonesa.